# Rebel Heart
A Rebel Heart az amerikai énekesnő és dalszerző Madonna tizenharmadik stúdióalbuma, amely  2015. március 6-án jelent meg az Interscope Records gondozásában. Madonna 2014-ben kezdett el dolgozni az albumon, közvetlenül az MDNA elkészítése és promóciója után, együttműködve olyan producerekkel, mint Diplo, Avicii vagy Kanye West. A felvételek elkészültét követően 2014 decemberében egy váratlan esemény történt: az album dalainak demóváltozatát egy hacker kiszivárogtatta, erre válaszul az énekesnő december 20-án hat dalt tett elérhetővé hivatalos iTunes Store oldalán, mellyel hamar a letöltési listák élére került. Ezzel egy időben pedig megjelentette az album első kislemezét, a Living for Love-ot. A dal pozitív értékeléseket kapott a Slant Magazintól amely a 2015. évi zeneszámok listáján a 25. helyen szerepelt, valamint a kritikusoktól is, akik dicsérték a ritmusát és a dalszövegeit, összehasonlítva az énekesnő korábbi munkáival. A dal a Dance Club Songs Chart-on a 44. helyezést érte el, a Brit kislemezlistán pedig a 26. helyen debütált. A dal sikeres volt Finnországban, Magyarországon, Izraelben, Japánban, és Libanonban is, az Egyesült Államokban viszont nem sikerült belépnie a Billboard Hot 100-ba. Zenei videóját Julien Choquart és Camille Hirigoyen francia duó rendezte J.A.C.K. néven, és 2015 februárjában adták ki. A történetben mitológiai elemek jelennek meg, Madonnát matadorként mutatja be, aki minótaurosznak öltözve harcol a táncosaival, egy piros, kör alakú színpadon.
A második kislemez, a Ghosttown, 2015. március 13-án jelent meg, és nemzetközileg bekerült a Top 20-ba Magyarországon, Olaszországban, valamint Finnországban és Svédországban. A Federazione Industria Musicale Italiana-n pedig hiteles platinalemez lett belőle. A dal a Billboard Adult Contemporary Chart listáján a 21., míg a Hot Dance Club Chart-on a 41. helyen debütált, később elérte a lista első helyét. A Jonas Åkerlund rendezte zenei videó főszereplője Terrence Howard volt. A videó fő témája "a világ végét utánozó apokaliptikus helyzet" volt, amelyben az énekes és Howard az egyetlen túlélő egy megsemmisült városban.
Az album harmadik kislemeze a Bitch I’m Madonna egy remix EP-ként jelent meg 2015. június 15-én, és a 84. helyezést érte el a Billboard Hot 100-on, a Hot Dance Club Songs listáján pedig eljutott az első helyre. Világszerte a dal bekerült a Top 30-ba Magyarországon, Svédországban, és Finnországban. A dal megosztotta a zenekritikusokat, mivel egyesek "energikusnak", mások pedig "kétségbeesetten sokkoltnak" nevezték. A dal zenei videóját szintén Jonas Åkerlund rendezte. Megjelenik benne többek között Rita Ora, Chris Rock, Jon Kortajarena, Miley Cyrus, Alexander Wang, Beyoncé, Katy Perry, Kanye West valamint Madonna két fia, Rocco és David is. A videó Madonnát és kíséretét mutatja be a New York-i Standard Hotelban, ahogy az épület egész területén buliznak, amely a tetőn ér véget. A negyedik kislemez a Hold Tight Olaszországban jelent meg 2015. július 24-én. Lírai szempontból a dal arról szól, hogy a szeretet diadalmaskodik a nehéz időkben. A dal vegyes kritikákat kapott: egyesek dicsérték a kórusát, míg mások unalmasnak és általánosnak nevezték. A dalnak nem sikerült feljutnia a Brit kislemezlistára, a letöltési diagramon viszont a 97. helyet érte el, valamint Spanyolország, Magyarország, Finnország, és Svédország digitális listáin is bekerült a Top 40-be. A dal a Syndicat National de l’Édition Phonographique listán a 92. helyet szerezte meg.
Az albumot a 2015 szeptemberétől 2016 márciusáig tartó Rebel Heart Tour című turnéval népszerűsítette az énekesnő.

## Háttér és előzmények
Tizenkettedik stúdióalbuma, az MDNA (2012) megjelenése után, Madonna elindította a The MDNA Tour-t a lemez népszerűsítése érdekében. A turné széles körű vitákat váltott ki erőszakról, emberi jogokról, politikáról, hamis lőfegyverek használatáról, és színpadi meztelenségéről szóló nyilatkozatai miatt. Több perrel is fenyegették. Az énekesnőt egyre több, olyan világesemény foglalkoztatta, amely állítólag az emberiség elleni "igazságtalanság" volt. 2013 szeptemberében kiadta a secretprojectrevolution című rövidfilmet, amelyet Steven Kleinnel rendezett, és amely a művészi szabadsággal, és az emberi jogokkal foglalkozik. A film az Art for Freedom néven ismert globális kezdeményezést indította útjára, melynek célja, a véleménynyilvánítás szabadsága. Madonna azt nyilatkozta egy a Vogue-nak adott interjúban, hogy következő albuma az Art for Freedom-hoz fog kapcsolódni. Elmondta, hogy elkötelezett a kezdeményezés mellett, és művészként kell használnia a hangját.
2013 decemberében Guy Oseary, Madonna menedzsere, megjegyezte, hogy az énekesnő "alig várja az indulást" a következő albumán. Ugyanakkor egy másik projektje is volt: Andrew Sean Greer The Impossible Lives of Greta Wells című regénye forgatókönyvének kidolgozása. Az énekesnő úgy döntött, megosztja az idejét a forgatókönyv és új albuma dalainak írása között. 2014 februárjában Madonna megerősítette, hogy elkezdett dolgozni tizenharmadik stúdióalbumán.

## Kritikák
| Szakmai értékelés      | Szakmai értékelés |
| ---------------------- | ----------------- |
| Összesített pontszámok |                   |
| Metacritic             | 68/100            |
| Egyéb értékelések      |                   |
| Értékelő               | Értékelés         |
| AllMusic               | [ 1 ]             |
| Billboard              | [ 2 ]             |
| The Guardian           | [ 3 ]             |
| Los Angeles Times      | 3/4               |
| NME                    | 5/10              |
| Rolling Stone          | [ 5 ]             |
| Slant Magazine         | [ 6 ]             |
| Spin                   | 6/10              |
| USA Today              | [ 8 ]             |

A lemez megjelenését követően összességében pozitív visszajelzéseket kapott a kritikusoktól. A Metacritic az összegyűjtött értékelések alapján, 29 kritikus véleményét figyelembe véve 68 pontra értékelte a százból, ami az "általában kedvelt" kategóriába sorolja. A The Daily Telegraph írója, Neil McCormick, Andy Gill a The Independent-től, az AllMusic-os Stephen Thomas Erlewine, és Lauren Murphy a The Irish Times-tól mind négy csillagra értékelte az összesen adható ötből. Neil McCormick úgy fogalmazott, hogy: „évek óta az első alkalom, hogy Madonna nem hangzik reménytelennek”, utalva ezzel az énekesnő ezt megelőző két albuma, a Hard Candy (2008) és az MDNA (2012) negatív kritikáira. Saeed nevezte az albumot, mint: „egy finom gyűjteménye az örök popdaloknak, melyben Madonna visszatekint a múltra, és elcsen elemeket a 80-as évei és a kora 2000-es éveiből”. Lauren Murphy írta: „a vitathatatlan pop ikon visszatér a kísérleti bumm után, néhány emlékezetes slágerrel”. Míg Andy Gill az énekesnő vokális teljesítményét dicsérte, addig Erlewine úgy találta, hogy míg az előző két albumából hiányzott, most újraéledt Madonna dacos oldala az ő világnézeti elképzeléseivel.

## Számlista
| Rebel Heart Standard kiadás | Rebel Heart Standard kiadás                              | Rebel Heart Standard kiadás | Rebel Heart Standard kiadás                                                             | Rebel Heart Standard kiadás | Rebel Heart Standard kiadás | Rebel Heart Standard kiadás | Rebel Heart Standard kiadás | Rebel Heart Standard kiadás | Rebel Heart Standard kiadás |
|                             | Cím                                                      | Szerző(k) | Producer(ek)                                                                            | Hossz                       |                             |                             |                             |                             |                             |
| --------------------------- | -------------------------------------------------------- | --- | --------------------------------------------------------------------------------------- | --------------------------- | --------------------------- | --------------------------- | --------------------------- | --------------------------- | --------------------------- |
| 1.                          | "Living for Love"                                        | Madonna · Thomas Wesley Pentz · Maureen McDonald · Toby Gad · Ariel Rechtshaid                                                                   | Madonna · Diplo · Ariel Rechtshaid                                                      | 3:38                        |                             |                             |                             |                             |                             |
| 2.                          | "Devil Pray"                                             | Madonna · Tim Bergling · Arash Pournouri · Carl Falk · Rami Yacoub · Savan Kotecha                                                               | Madonna · Avicii · DJ Dahi · Blood Diamonds                                             | 4:05                        |                             |                             |                             |                             |                             |
| 3.                          | "Ghosttown"                                              | Madonna · Jason Evigan · Sean Douglas · Evan Bogart                                                                                              | Madonna · Billboard · Jason Evigan                                                      | 4:08                        |                             |                             |                             |                             |                             |
| 4.                          | "Unapologetic Bitch"                                     | Madonna · Thomas Wesley Pentz · Maureen McDonald · Toby Gad Shelco Garcia · Bryan Orellana                                                       | Madonna · Diplo · Ariel Rechtshaid · Shelco Garcia & Teenwolf                           | 3:50                        |                             |                             |                             |                             |                             |
| 5.                          | "Illuminati"                                             | Madonna · Maureen McDonald · Toby Gad · Larry Griffin Jr. · Mike Dean · Kanye West · Tommy Brown                                                 | Madonna · Kanye West · Mike Dean · Charlie Heat                                         | 3:43                        |                             |                             |                             |                             |                             |
| 6.                          | "Bitch I’m Madonna" (közreműködik: Nicki Minaj)          | Madonna · Thomas Wesley Pentz · Maureen McDonald · Toby Gad · Ariel Rechtshaid · Onika Maraj · Samuel Long                                       | Madonna · Diplo                                                                         | 3:47                        |                             |                             |                             |                             |                             |
| 7.                          | "Hold Tight"                                             | Madonna · Thomas Wesley Pentz · Maureen McDonald · Toby Gad · Uzoechi Emenike · Philip Meckseper                                                 | Madonna                                                                                 | 3:37                        |                             |                             |                             |                             |                             |
| 8.                          | "Joan of Arc"                                            | Madonna · Maureen McDonald · Toby Gad · Larry Griffin Jr.                                                                                        | Madonna · Toby Gad · AFSHeeN · Josh Cumbee                                              | 4:01                        |                             |                             |                             |                             |                             |
| 9.                          | "Iconic" (közreműködik: Chance the Rapper és Mike Tyson) | Madonna · Maureen McDonald · Toby Gad · Larry Griffin Jr. · Chancelor Bennett · Dacoury Natche · Michael Tucker                                  | Madonna · Toby Gad · AFSHeeN · Josh Cumbee                                              | 4:33                        |                             |                             |                             |                             |                             |
| 10.                         | "HeartBreakCity"                                         | Madonna · Tim Bergling · Arash Pournouri · Tobias Jimson · Michel Flygare · Paloma Stoecker · Salem Al Fakir · Magnus Lidehäll · Vincent Pontare | Madonna · Avicii · Salem Al Fakir · Magnus Lidehäll · Vincent Pontare · Astma & Rocwell | 3:33                        |                             |                             |                             |                             |                             |
| 11.                         | "Body Shop"                                              | Madonna · Maureen McDonald · Toby Gad · Larry Griffin Jr. · Dacoury Natche · Michael Tucker                                                      | Madonna · Toby Gad · DJ Dahi · Blood Diamonds                                           | 3:39                        |                             |                             |                             |                             |                             |
| 12.                         | "Holy Water"                                             | Madonna · Martin Kierszenbaum · Natalia Cappuccini · Mike Dean · Kanye West · Brown                                                              | Madonna · Kanye West · Mike Dean · Charlie Heat                                         | 4:09                        |                             |                             |                             |                             |                             |
| 13.                         | "Inside Out"                                             | Madonna · Jason Evigan · Sean Douglas · Evan Bogart · Mike Dean                                                                                  | Madonna · Mike Dean                                                                     | 4:23                        |                             |                             |                             |                             |                             |
| 14.                         | "Wash All Over Me"                                       | Madonna · Tim Bergling · Arash Pournouri · Salem Al Fakir · Magnus Lidehäll · Vincent Pontare · Mike Dean · Kanye West · Brown                   | Madonna · Avicii · Kanye West · Mike Dean · Charlie Heat                                | 4:00                        |                             |                             |                             |                             |                             |
| 55:06                       |                                                          | |                                                                                         |                             |                             |                             |                             |                             |                             |

| Rebel Heart Media Markt-Saturn Holding standard kiadás (bonus track) | Rebel Heart Media Markt-Saturn Holding standard kiadás (bonus track) | Rebel Heart Media Markt-Saturn Holding standard kiadás (bonus track) | Rebel Heart Media Markt-Saturn Holding standard kiadás (bonus track) | Rebel Heart Media Markt-Saturn Holding standard kiadás (bonus track) | Rebel Heart Media Markt-Saturn Holding standard kiadás (bonus track) | Rebel Heart Media Markt-Saturn Holding standard kiadás (bonus track) | Rebel Heart Media Markt-Saturn Holding standard kiadás (bonus track) | Rebel Heart Media Markt-Saturn Holding standard kiadás (bonus track) | Rebel Heart Media Markt-Saturn Holding standard kiadás (bonus track) |
| #                                                                    | Cím                                                                  | Szerző(k)                                                            | Producer(ek)                                                         | Hossz                                                                |                                                                      |                                                                      |                                                                      |                                                                      |                                                                      |
| -------------------------------------------------------------------- | -------------------------------------------------------------------- | -------------------------------------------------------------------- | -------------------------------------------------------------------- | -------------------------------------------------------------------- | -------------------------------------------------------------------- | -------------------------------------------------------------------- | -------------------------------------------------------------------- | -------------------------------------------------------------------- | -------------------------------------------------------------------- |
| 15.                                                                  | "Auto-Tune Baby"                                                     | Madonna · Thomas Wesley Pentz · Mike Dean · Kanye West · Brown       | Madonna · Kanye West · Mike Dean · Brown                             | 4:00                                                                 |                                                                      |                                                                      |                                                                      |                                                                      |                                                                      |
| 59:06                                                                |                                                                      |                                                                      |                                                                      |                                                                      |                                                                      |                                                                      |                                                                      |                                                                      |                                                                      |

| Rebel Heart Deluxe kiadás | Rebel Heart Deluxe kiadás           | Rebel Heart Deluxe kiadás                                                                     | Rebel Heart Deluxe kiadás                                             | Rebel Heart Deluxe kiadás | Rebel Heart Deluxe kiadás | Rebel Heart Deluxe kiadás | Rebel Heart Deluxe kiadás | Rebel Heart Deluxe kiadás | Rebel Heart Deluxe kiadás |
| #                         | Cím                                 | Szerző(k)                                                                                     | Producer(ek)                                                          | Hossz                     |                           |                           |                           |                           |                           |
| ------------------------- | ----------------------------------- | --------------------------------------------------------------------------------------------- | --------------------------------------------------------------------- | ------------------------- | ------------------------- | ------------------------- | ------------------------- | ------------------------- | ------------------------- |
| 15.                       | "Best Night"                        | Madonna · Thomas Wesley Pentz · Maureen McDonald · Toby Gad · James Napier · Andrew Swanson   | Madonna · Diplo                                                       | 3:33                      |                           |                           |                           |                           |                           |
| 16.                       | "Veni Vidi Vici" (közreműködik:Nas) | Madonna · Thomas Wesley Pentz · Maureen McDonald · Toby Gad · Ariel Rechtshaid · Nasir Jones  | Madonna · Diplo                                                       | 4:39                      |                           |                           |                           |                           |                           |
| 17.                       | "S.E.X."                            | Madonna · Maureen McDonald · Toby Gad · Larry Griffin Jr. · Mike Dean · Kanye West · Brown    | Madonna · Kanye West · Mike Dean · Charlie Heat                       | 4:11                      |                           |                           |                           |                           |                           |
| 18.                       | "Messiah"                           | Madonna · Tim Bergling · Arash Pournouri · Salem Al Fakir · Magnus Lidehäll · Vincent Pontare | Madonna · Avicii · Salem Al Fakir · Magnus Lidehäll · Vincent Pontare | 3:22                      |                           |                           |                           |                           |                           |
| 19.                       | "Rebel Heart"                       | Madonna · Tim Bergling · Arash Pournouri · Salem Al Fakir · Magnus Lidehäll · Vincent Pontare | Madonna · Avicii · Salem Al Fakir · Magnus Lidehäll · Vincent Pontare | 3:21                      |                           |                           |                           |                           |                           |
| 74:15                     |                                     |                                                                                               |                                                                       |                           |                           |                           |                           |                           |                           |

| Rebel Heart Media Markt-Saturn Holding deluxe kiadás (bónusz szám) | Rebel Heart Media Markt-Saturn Holding deluxe kiadás (bónusz szám) | Rebel Heart Media Markt-Saturn Holding deluxe kiadás (bónusz szám) | Rebel Heart Media Markt-Saturn Holding deluxe kiadás (bónusz szám) | Rebel Heart Media Markt-Saturn Holding deluxe kiadás (bónusz szám) | Rebel Heart Media Markt-Saturn Holding deluxe kiadás (bónusz szám) | Rebel Heart Media Markt-Saturn Holding deluxe kiadás (bónusz szám) | Rebel Heart Media Markt-Saturn Holding deluxe kiadás (bónusz szám) | Rebel Heart Media Markt-Saturn Holding deluxe kiadás (bónusz szám) | Rebel Heart Media Markt-Saturn Holding deluxe kiadás (bónusz szám) |
| #                                                                  | Cím                                                                | Szerző(k)                                                          | Producer(ek)                                                       | Hossz                                                              |                                                                    |                                                                    |                                                                    |                                                                    |                                                                    |
| ------------------------------------------------------------------ | ------------------------------------------------------------------ | ------------------------------------------------------------------ | ------------------------------------------------------------------ | ------------------------------------------------------------------ | ------------------------------------------------------------------ | ------------------------------------------------------------------ | ------------------------------------------------------------------ | ------------------------------------------------------------------ | ------------------------------------------------------------------ |
| 20.                                                                | "Auto-Tune Baby"                                                   | Madonna · Thomas Wesley Pentz · Mike Dean · Kanye West · Brown     | Madonna · Kanye West · Mike Dean · Brown                           | 4:00                                                               |                                                                    |                                                                    |                                                                    |                                                                    |                                                                    |
| 78:15                                                              |                                                                    |                                                                    |                                                                    |                                                                    |                                                                    |                                                                    |                                                                    |                                                                    |                                                                    |

| Rebel Heart Japán deluxe kiadás (bónusz szám) | Rebel Heart Japán deluxe kiadás (bónusz szám) | Rebel Heart Japán deluxe kiadás (bónusz szám)                                  | Rebel Heart Japán deluxe kiadás (bónusz szám) | Rebel Heart Japán deluxe kiadás (bónusz szám) | Rebel Heart Japán deluxe kiadás (bónusz szám) | Rebel Heart Japán deluxe kiadás (bónusz szám) | Rebel Heart Japán deluxe kiadás (bónusz szám) | Rebel Heart Japán deluxe kiadás (bónusz szám) | Rebel Heart Japán deluxe kiadás (bónusz szám) |
| #                                             | Cím                                           | Szerző(k)                                                                      | Producer(ek)                                  | Hossz                                         |                                               |                                               |                                               |                                               |                                               |
| --------------------------------------------- | --------------------------------------------- | ------------------------------------------------------------------------------ | --------------------------------------------- | --------------------------------------------- | --------------------------------------------- | --------------------------------------------- | --------------------------------------------- | --------------------------------------------- | --------------------------------------------- |
| 20.                                           | "Living for Love" (Dirty Pop Remix)           | Madonna · Thomas Wesley Pentz · Maureen McDonald · Toby Gad · Ariel Rechtshaid | Madonna · Diplo · Ariel Rechtshaid            | 4:59                                          |                                               |                                               |                                               |                                               |                                               |
| 79:13                                         |                                               |                                                                                |                                               |                                               |                                               |                                               |                                               |                                               |                                               |

| 1. | "Living for Love" (Thrill Remix)         | Madonna · Thomas Wesley Pentz · Maureen McDonald · Toby Gad · Ariel Rechtshaid | Madonna · Diplo · Ariel Rechtshaid | 5:11 |
| 2. | "Living for Love" (Offer Nissim Dub Mix) | Madonna · Thomas Wesley Pentz · Maureen McDonald · Toby Gad · Ariel Rechtshaid | Madonna · Diplo · Ariel Rechtshaid | 7:12 |

| Rebel Heart Szuper deluxe kiadás (Disc 2) | Rebel Heart Szuper deluxe kiadás (Disc 2)            | Rebel Heart Szuper deluxe kiadás (Disc 2)                                                                            | Rebel Heart Szuper deluxe kiadás (Disc 2)               | Rebel Heart Szuper deluxe kiadás (Disc 2) | Rebel Heart Szuper deluxe kiadás (Disc 2) | Rebel Heart Szuper deluxe kiadás (Disc 2) | Rebel Heart Szuper deluxe kiadás (Disc 2) | Rebel Heart Szuper deluxe kiadás (Disc 2) | Rebel Heart Szuper deluxe kiadás (Disc 2) |
| #                                         | Cím                                                  | Szerző(k) | Producer(ek)                                            | Hossz                                     |                                           |                                           |                                           |                                           |                                           |
| ----------------------------------------- | ---------------------------------------------------- | --- | ------------------------------------------------------- | ----------------------------------------- | ----------------------------------------- | ----------------------------------------- | ----------------------------------------- | ----------------------------------------- | ----------------------------------------- |
| 1.                                        | "Beautiful Scars"                                    | Madonna · Rick Nowels · Dacoury Natche · Michael Tucker                                                              | Madonna · DJ Dahi · Blood Diamonds                      | 4:19                                      |                                           |                                           |                                           |                                           |                                           |
| 2.                                        | "Borrowed Time"                                      | Madonna · Tim Bergling · Arash Pournouri · Carl Falk · Rami Yacoub · Savan Kotecha · Dacoury Natche · Michael Tucker | Madonna · Avicii · Carl Falk · DJ Dahi · Blood Diamonds | 3:24                                      |                                           |                                           |                                           |                                           |                                           |
| 3.                                        | "Addicted"                                           | Madonna · Tim Bergling · Arash Pournouri · Carl Falk · Rami Yacoub · Savan Kotecha                                   | Madonna · Avicii · Carl Falk                            | 3:33                                      |                                           |                                           |                                           |                                           |                                           |
| 4.                                        | "Graffiti Heart"                                     | Madonna · Maureen McDonald · Toby Gad · Larry Griffin Jr.                                                            | Madonna · Toby Gad · AFSHeeN · Josh Cumbee              | 3:39                                      |                                           |                                           |                                           |                                           |                                           |
| 5.                                        | "Living for Love" (Paulo & Jackinsky Full Vocal Mix) | Madonna · Thomas Wesley Pentz · Maureen McDonald · Toby Gad · Ariel Rechtshaid                                       | Madonna · Diplo · Ariel Rechtshaid                      | 7:14                                      |                                           |                                           |                                           |                                           |                                           |
| 6.                                        | "Living for Love" (Funk Generation & H3drush Dub)    | Madonna · Thomas Wesley Pentz · Maureen McDonald · Toby Gad · Ariel Rechtshaid                                       | Madonna · Diplo · Ariel Rechtshaid                      | 6:07                                      |                                           |                                           |                                           |                                           |                                           |
| 27:36                                     |                                                      | |                                                         |                                           |                                           |                                           |                                           |                                           |                                           |

## Kislemezek
| #  | Kislemez          | Megjelenés         |
| -- | ----------------- | ------------------ |
| 1. | Living for Love   | 2014. december 20. |
| 2. | Ghosttown         | 2015. március 13.  |
| 3. | Bitch I’m Madonna | 2015. június 15.   |
| 4. | Hold Tight        | 2015. július 24.   |

## Megjelenés
| Ország             | Megjelenés        | Formátum           | Kiadás | Kiadó                              |        |
| ------------------ | ----------------- | ------------------ | --- | ---------------------------------- | ------ |
| Ausztrália         | 2015. március 6.  | CD                 | Deluxe kiadás | Universal                          | [ 21 ] |
| Németország        | 2015. március 6.  | CD                 | Standard kiadás · Media Markt-Saturn Holding standard kiadás · Deluxe kiadás · Media Markt deluxe kiadás · Super deluxe kiadás | Universal                          | [ 22 ] |
| Franciaország      | 2015. március 9.  | CD                 | Standard kiadás · Deluxe kiadás · Super deluxe kiadás · Fnac deluxe kiadás                                                     | Polydor                            | [ 23 ] |
| Új-Zéland          | 2015. március 9.  | CD                 | Standard kiadás · Deluxe kiadás · Super deluxe kiadás                                                                          | Universal                          | [ 24 ] |
| Svédország         | 2015. március 9.  | CD                 | Standard kiadás · Deluxe kiadás · Super deluxe kiadás                                                                          | Universal                          | [ 25 ] |
| Egyesült Királyság | 2015. március 9.  | CD                 | Standard kiadás · Deluxe kiadás · Super deluxe kiadás                                                                          | Polydor                            | [ 26 ] |
| Kanada             | 2015. március 10. | CD                 | Standard kiadás · Deluxe kiadás                                                                                                | Universal                          | [ 27 ] |
| Egyesült Államok   | 2015. március 10. | CD                 | Standard kiadás · Deluxe kiadás · Super deluxe kiadás                                                                          | Boy Toy · Live Nation · Interscope | [ 28 ] |
| Világszerte        | 2015. március 10. | digitális letöltés | Standard kiadás · Deluxe kiadás                                                                                                | Boy Toy · Live Nation · Interscope | [ 29 ] |
| Japán              | 2015- március 11. | CD                 | Deluxe kiadás | Universal                          | [ 30 ] |
| Japán              | 2015. március 18. | CD                 | Super deluxe kiadás | Universal                          | [ 31 ] |
| Németország        | 2015. március 27. | LP                 | Deluxe kiadás | Universal                          | [ 32 ] |
| Svédország         | 2015. március 27. | LP                 | Deluxe kiadás | Universal                          | [ 33 ] |
| Franciaország      | 2015. március 30. | LP                 | Deluxe kiadás | Polydor                            | [ 34 ] |
| Egyesült Királyság | 2015. március 30. | LP                 | Standard kiadás | Polydor                            | [ 35 ] |

## Fordítás
Ez a szócikk részben vagy egészben  a   Rebel Heart (Madonna album) című angol Wikipédia-szócikk fordításán alapul.  Az eredeti cikk szerkesztőit annak laptörténete sorolja fel. Ez a jelzés csupán a megfogalmazás eredetét és a szerzői jogokat jelzi, nem szolgál a cikkben szereplő információk forrásmegjelöléseként.